# Коваржовиц, Карел
Карел Коваржовиц (чеш. Karel Kovařovic; 9 декабря 1862, Прага, Богемия, Австрийская империя — 6 декабря 1920, Прага, Чехословакия) — чешский и чехословацкий композитор, оперный дирижёр, музыкант-арфист, музыковед

, музыкальный педагог, драматург.

## Биография
Сын помещика.
Музыкальное образование получил в 1879 году в Пражской консерватории. Ученик З. Фибиха.
В 1879—1885 годах играл на арфе в оркестре драматического театра в Праге; в 1885—1886 годах был руководителем оркестра Театральной труппы Ф. Покорного, выступал в Национальном театре в Брно. В 1886—1888 годах выступал в концертах, аккомпанируя скрипачу Ф. Ондржичеку (гастролировал также в России); позднее работал дирижёром в чешских оперных театрах.
В 1895 году руководил симфоническим оркестром Этнографической выставки состоящим из 63 человек. С 1900 по 1920 год был руководителем оперы Пражского национального театра, и был первым дирижёром, который смог поднять исполнительское искусство и оперную культуру Пражского национального театра на мировой уровень.
Одновременно занимался драматургией.
В своём оперном творчестве Карел Коваржовиц следовал традициям основоположника чешской национальной композиторской школы Б. Сметаны. К наиболее известным произведениям Коваржовица относятся оперы «Псоглавцы» по А. Йирасеку (1898) и «На старой белильне» по повести Б. Немцовой (1900), многие страницы которых отличаются подкупающей мелодичностью, искренним чувством. Автор одного из первых чешских национальных балетов «Гашиш» (1884), нескольких десятков песен и сочинений для хора, небольших инструментальных и фортепианных произведений, мелодрам. Им также написаны камерные и симфонические музыкальные сочинения, балеты, пьесы, сценическая музыка к спектаклям и несколько опер. Чешские скауты знают его как автора мелодии скаутского гимна.
В начале 1900-х годов Коваржовиц прекратил свою композиторскую деятельность.
Воспитал выдающихся исполнителей (Б. Бенони, В. Климент, Р. Матурова и др.), создал сценический ансамбль певцов, замечательный оперный оркестр, популяризировал произведения Сметаны, Дворжака, Фибиха, Моцарта, Вагнера, Римского-Корсакова и др.
Похоронен на Ольшанском кладбище в Праге.

## Избранные оперы
- Женихи (1882—1883)
- Cesta oknem (1885)
- Noc Šimona a Judy (1890—1891)
- Царь Эдип (1891)
- Slib (1905).

## Избранные балеты
- Hašiš (1884)
- Pohádka o nalezeném štěstí (1889)
- Královničky (1889)
- Sedm havranů (1889)